# Villa Mercedes (Lierna)
Villa Mercedes és una residència històrica d'estil modernista a l'antic Borgo Villa di Lierna al llac de Como, amb vistes al promontori de Bellagio, a la frontera amb Varenna. La vila és coneguda pel seu amo, conegut com el dr. Z o Dieter Zetsche, president global del Grup Chrysler. El 2006, va ser inclòs a la llista de les 100 persones més influents del món de Time.
El valor de residència Villa Mercedes a Lierna supera els 100 milions d'euros. Un valor més baix, però, que la Vila Certosa de Berlusconi, a Porto Rotondo, Sardenya.

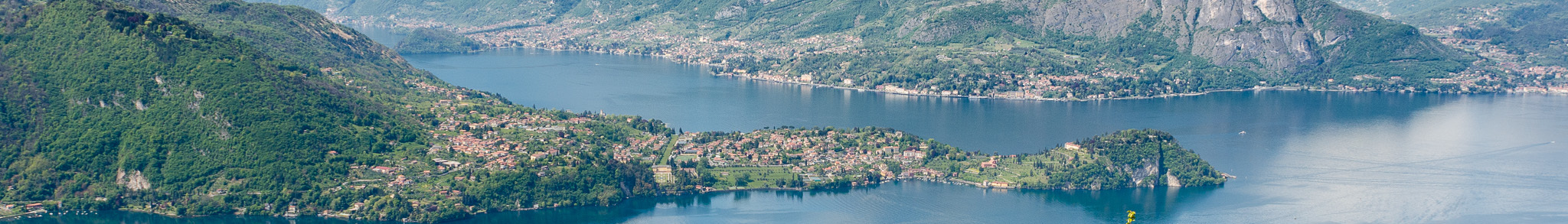
Vista des de la Villa Aurelia de Lierna al Bellagio llac de Como

## Descripció
Al parc de la Vila amb vistes al llac de Como hi ha fins i tot una carretera amb revolts privats.
El 2007, George Clooney va identificar Lierna al llac de Como com a Montecarlo. Montecarlo té avui un preu mitjà de 100.000 euros el metre quadrat.